# Thanh niên Bảo quốc Đoàn
Thanh niên Bảo quốc Đoàn là tên gọi tổ chức bán vũ trang của Đại Việt Quốc dân Đảng, tồn tại từ 1947 đến 1953.

## Lịch sử
Thanh niên Bảo quốc Đoàn được Ban chấp hành Trung ương Đại Việt Quốc dân Đảng quyết định thành lập vào năm 1947. Người được giao phó trọng trách xây dựng lực lượng là đảng viên Đỗ Văn Năng. Chỉ trong một thời gian ngắn, Đỗ Văn Năng đă gầy dựng và phát triển mạnh mẽ Thanh niên Bảo quốc Đoàn với sự hiện diện trên khắp các tỉnh Nam Kỳ. Vào năm 1952, Đỗ Văn Năng bị Việt Minh ám sát, Đại Việt Quốc dân Đảng cử Trần Văn Xuân thay thế, phụ trách lãnh đạo Thanh niên Bảo quốc Xứ bộ miền Nam và Vương Hữu Đức phụ trách lãnh đạo Thanh niên Bảo quốc Xứ bộ miền Bắc.

### Mấy nhân vật tiêu biểu
- Đỗ Văn Năng: Chủ tịch.
- Vương Hữu Đức: Phụ trách Xứ bộ miền Bắc.
- Trần Văn Xuân: Phụ trách Xứ bộ miền Nam.
- Nguyễn Ngọc Huy